# أسلوب اختصاص
أسلوب الاختصاص هو تركيب يتقدم فيه ضمير المتكلم (أنا أو نحن) أو المخاطب (أنت – أنتم – أنتما – أنتن) يليه اسم ظاهر يخصص المقصود منه يسمى المختص.

## حالات أسلوب الاختصاص
يأتي أسلوب الاختصاص على ثلاث حالات:
- معرفا بأل
- معرف بالإضافة
- مسبوق بلفظ أيها

## حالاتالاسمالمختص وإعرابه
| أساليب الاختصاص                      | الاسم المختص | نوعه /          | علامة اعرابه |
| ------------------------------------ | ------------ | --------------- | --- |
| - نحن التلاميذ علينا واجب المواظبة   | التلاميذ     | معرف بأل        | - مفعول به منصوب لفعل محذوف وجوبا مع فاعله تقديره (أخص)                                                                                           |
| أنتم معاشر القضاة انصروا المظلوم     | معاشر القضاة | معرف بالإضافة   | - مفعول به منصوب لفعل محذوف وجوبا مع فاعله تقديره (أخص)                                                                                           |
| إنك أيها المعلم مطالب بالجد في العمل | أيها المعلم  | مسبوق بلفظ (أي) | - أي: مبني على الضم في محل نصب مفعول به لفعل محذوف وجوبا مع فاعله تقديره (أخص). - ها: حرف تنبيه لا محل له من الإعراب. - المعلم: نعت أو بدل مرفوع. |

## نموذج من الإعراب
نحنُ – العُمالَ – نتقنُ عملَنا.
- نحن: ضمير منفصل مبني على الضم في محل رفع مبتدأ.
- العمال: مفعول به لفعل محذوف وجوبا تقديره أخص أو أعني، وعلامة نصبه الفتحة الظاهرة على آخره، والجملة الاعتراضية لا محل لها من الإعراب.
- نتقن:فعل مضارع مرفوع وعلامة رفعه الضمة الظاهرة على آخره والفاعل ضمير مستتر تقديره نحن.
- عملنا: مفعول به منصوب بالفتحة الظاهرة وهو مضاف. “نا” ضمير متصل مبني في محل جر مضاف إليه. والجملة الفعلية في محل رفع خبر للمبتدأ.